# Eriochlamys eremaea
Eriochlamys eremaea là một loài thực vật có hoa trong họ Cúc. Loài này được N.G.Walsh mô tả khoa học đầu tiên năm 2007.